# Руа-Леколлине, Лу
Лу Руа-Леколлине (фр. Lou Roy-Lecollinet; род. 1 августа 1996, Сен-Мор-де-Фоссе, Франция) — французская актриса.

## Биография
Лу Руа-Леколлине училась в лицее города Сен-Мор-де-Фоссе, когда по совету своего преподавателя с драматического искусства прошла кастинг для съёмок в фильме Арно Деплешена «Три воспоминания моей юности». Первая главная роль Лу в кино не осталась незамеченной прессой, а в 2016 году она была номинирована на получение французской национальной кинопремии «Сезар» в категории «Самая многообещающая актриса».